# 沈岐
沈岐（1733年—1862年），字鸣周，号饴原，别号五山樵叟，沈猷之次子。江苏如皋人，清朝政治人物、进士出身。
嘉庆五年（1800年）恩科乡试中举。嘉庆十三年（1808年），登进士，历任翰林院编修、日讲起居注官、文渊阁直阁事、国史馆总纂、文渊阁校理、侍读、侍讲、侍读学士、侍讲学士、国子监祭酒、詹事府左右春坊中允、赞善、右春坊右庶子、正少詹事、稽查中书科事务、内阁学士兼礼部侍郎、礼部左右侍郎、吏部右侍郎、兵部左右侍郎、紫禁城骑马、都察院左都御史等职，诰授光禄大夫。道光二十年（1840年）归乡，后担任扬州梅花、安定诸书院教授，与阮元、梁章钜并称“南河三老”。著有《左右修竹之居试帖》、《左右修竹居诗集》、《味蔗存草》。